# 迈克尔·巴尔
迈克尔·所罗门·巴尔（英語：Michael Solomon Barr，1965/1966年），美国法学家，联邦储备委员会理事。2009年至2011年，他在贝拉克·奥巴马总统时期担任负责金融机构事务的财政部助理部长。